# نعیم اصفهانی
میرزا نَعیم بن عبدالکریم سدهی مشهور به نعیم اصفهانی (۱۸۵۶–۱۴ مارس ۱۹۱۶) شاعر ایرانی بود.

## زندگی
نعیم بن عبدالکریم سدهی در ۱۸۵۶م/۱۲۷۲ ق در ده فروشان، سدهٔ اصفهان (خمینی‌شهر کنونی) زاده شد. مقدمات فارسی و عربی را همان‌جا یادگرفت، سپس در اصفهان ادامه داد. «نعیم طبعی لطیف و ذوقی سرشار داشت و از آغاز جوانی شعر می‌سرود.» در ۱۸۸۱م به تهران کوچ کرد و کارمند سفارت بریتانیا شد.
اصفهانی در صبح ۹ جمادی‌الاول ۱۳۳۴/ ۱۴ مارس ۱۹۱۶ در تهران درگذشت؛ ماده‌تاریخ آن از نظمی تبریزی:
| دریغا نعیم، آنکه در شاعری |  | چنو کس گهرهای معنفی تفت    |
| دریغا، که صراف دور زمان   |  | ز دست آنچنان گوهری داد مفت |
| ادیبی پی سال تاریخ او     |  | نعیم از بلا و غم آسوده گفت |

## زندگی شخصی
نعیم سدهی
اصفهانی در شعبان ۱۲۹۸/ ژوئیه ۱۸۸۱ از مذهب تشیع به بهائیت گروید، پس از آن به تهران مهاجرت کرد. نظمی تبریزی نوشته که «چون دوستان و همشهریانش نسبت به وی بدبین شدند و گاهی درصدد آزارش برآمدند، ناگزیر ترک یار و دیار گفت و به تهران گفت.» او در تهران در سفارت بریتانیا به عنوان آموزگار زبان فارسی استخدام شد.

## آثار
- دیوان: مشتمل بر قصیده، مخمس و اشعار متفرقه.